# روز یادآوری تراجنسیتی

روز یادآوری تراجنسیتی رویداد سالانه‌ای است که برای زنده نگاه داشتن یاد افرادی که بخاطر تراجنس‌هراسی کشته شده‌اند، در ۲۰ نوامبر برگزار می‌گردد. این روز در سال ۱۹۹۹ میلادی توسط یک ترازن به نام گندولین آن اسمیت برای بزرگداشت ریتا هستر که در الستون به قتل رسیده بود، بنیان‌گذارده شد. از آن زمان مراسم‌هایی در سرتاسر جهان در ۲۰ نوامبر هر سال برای بزرگداشت یاد تراجنسیتی‌های به‌قتل‌رسیده برگزار می‌شود. این مراسم‌ها می‌توانند شامل راه‌پیمایی، روشن کردن شمع، نمایش‌های هنری، و خواندن نام افرادی که در یک سال گذشته کشته شده‌اند باشد. اتحاد همجنس‌گرایان علیه افتراء تاکنون به‌طور گسترده روز یادآوری تراجنسیتی را پوشش داده است.